# Saint-Nolff
Saint-Nolff é uma comuna francesa na região administrativa da Bretanha, no departamento Morbihan. Estende-se por uma área de 25,95 km². Em 2010 a comuna tinha 3 960 habitantes (densidade: 152,6 hab./km²).

## Cidades-irmãs
- Pedrajas de San Esteban, Espanha (1991)